# Ghost (szwedzki zespół muzyczny)
Ghost – szwedzki zespół wykonujący szeroko pojętą muzykę metalową i rockową. Grupa powstała w 2008 roku w Linköping. Wokalista grupy posługuje się pseudonimem Papa Emeritus, natomiast instrumentaliści określani są mianem The Nameless Ghouls. Zespół zyskał na rozpoznawalności za sprawą wizerunku scenicznego oraz utrzymywania personaliów muzyków w tajemnicy. 
Debiutancki album formacji zatytułowany Opus Eponymous ukazał się 18 października 2010 roku nakładem wytwórni muzycznej Rise Above Records. Nagrania poprzedził wydany na 7" calowej płycie gramofonowej singel pt. Elizabeth. Płyta została nominowana do szwedzkiej nagrody muzycznej Grammis. Album spotkał się również z pozytywnym przyjęciem krytyków i publiczności. Drugi album zespołu, zatytułowany Infestissumam został wydany 10 kwietnia 2013 roku. Płyta zadebiutowała na 1. miejscu szwedzkiej listy przebojów Sverigetopplistan oraz wygrała nagrodę Grammis w kategorii Årets hårdrock/metall. Album dotarł ponadto do 28. miejsca listy Billboard 200 w Stanach Zjednoczonych sprzedając się w nakładzie 14 tys. egzemplarzy w ciągu tygodnia od dnia premiery.
Wydawnictwo zapewniło grupie także pierwszy sukces na rynku międzynarodowym. Nagrania trafiły na listy przebojów m.in. w Wielkiej Brytanii, Finlandii i Norwegii. 19 listopada, także 2013 roku ukazał pierwszy minialbum Ghost zatytułowany If You Have Ghost. Wydawnictwo dotarło do 87. miejsca listy Billboard 200, znalazłszy nieco ponad 5 tys. nabywców. 21 sierpnia 2015 roku do sprzedaży trafił trzeci album studyjny zespołu zatytułowany Meliora. Płyta uplasowała się na 8. miejscu amerykańskiej listy przebojów (Billboard 200) sprzedając się w nakładzie, niemal 30 tys. egzemplarzy.  
13 kwietnia 2018 roku Ghost wydał nowy singiel zatytułowany „Rats”. Zespół zaprezentował też nowego frontmana, nazwanego Cardinal Copia. Wraz z nim w zespole pojawiła się nowa postać, saksofonista Papa Nihil. Finalnie album zatytułowany Prequelle ukazał się 1 czerwca 2018 roku. 
W wywiadzie udzielonym we wrześniu 2019 roku, Tobias Forge wyznał, że zespół w przyszłym roku skupi się na produkcji nowego albumu, który docelowo ukazać się ma pod koniec 2021 roku. Podczas ostatniego koncertu trasy promującego Prequelle, Cardinal Copia awansował do tytułu Papy Emeritusa IV. 30 września 2021 roku zespół zaprezentował swój singiel „Hunter's Moon”, który znalazł się na ścieżce dźwiękowej do filmu Halloween Kills. W wywiadzie z października 2021 roku Forge zapowiedział, że koncepcja nowego albumu będzie oparta na tematyce narodzin i upadku imperiów. 20 stycznia 2022 roku zespół wydał singiel zatytułowany „Call Me Little Sunshine”, jednocześnie ogłaszając tytuł nadchodzącego, piątego studyjnego albumu, Impera, który ukazał się 11 marca 2022 roku.

## Członkowie
- Tobias Forge – wokalista (od 2008)
  - Papa Emeritus – wokalista (2010–2012)
  - Papa Emeritus II – wokalista (2012–2015)
  - Papa Emeritus III – wokalista (2015–2017)
  - Cardinal Copia – wokalista (2018–2020) [od 2020 roku znany jako Papa Emeritus IV]
  - Papa Emeritus IV – wokalista (2020-2024) [od 2024 roku znany jako Frater Imperator]
  - Papa V Perpetua – wokalista (od 2025)
- Papa Nihil – Saksofon (2018–2020; od 2022)
- Nameless Ghouls (Bezimienne Ghule) – gitara, perkusja, gitara basowa, instrumenty klawiszowe (od 2010)
- Omega (quintessence ghoul) [Martin Persner] – gitara rytmiczna (2010–2016)
- Alpha (fire ghoul) [Simon Söderberg] – gitara prowadząca (2010–2016)
- Chain (water ghoul) [Gustaf Lindstöm] – gitara basowa (2010–2011)
- Crust (earth ghoul) [Aksel Holmgren] – perkusja (2010–2014)
- Aero (air ghoul) [Mauro Rubino] – instrumenty klawiszowe (2010–2016)
- Lake (water ghoul #2)  [Rikard Ottosson] – gitara basowa (2011–2013)
- River (water ghoul #3) [Linton Rubino] – gitara basowa (2013–2015)
- Pebble (earth ghoul #2) [Martin Hjertstedt] – perkusja (2014–2016)
- Delta (water ghoul #4/quintessence ghoul #2) [Henrik Palm] – gitara basowa, gitara rytmiczna (2015–2016)
- Cowbell ghoul [Niels Nielsen] – krowi dzwonek (2016)
- Mist (water ghoul #5) [Megan Thomas] – gitara basowa (2016)
- Aether (quintessence ghoul #3) [Chris Catalyst] – gitara rytmiczna, wokal wspierający (2017–2022)
- Ifrit (fire ghoul #2) [Ben Christo] – gitara prowadząca (2017)
- Zephyr/ChAir (air ghoul #2) [Zac Baird] – instrumenty klawiszowe (2017)
- Dewdrop/Sodo (water ghoul #6/fire ghoul #3) [Per Eriksson] – gitara basowa, gitara prowadząca (2017–obecnie)
- Ivy (earth ghoul #3) [Jan–Vincent Velasco] – perkusja (2017)
- Mountain (earth ghoul #4) [Hayden Scott] – perkusja (2017–obecnie)
- Rain (water ghoul #7) [Cosmo Sylvan] – gitara basowa (2017–obecnie)
- Swiss/Swiss army ghoul/Multi (multi ghoul) [Justin Taylor] – gitara akustyczna, tamburyn, wokal wspierający, saksofon (jako Papa Nihil) (2018-2025)
- Cirrus (air ghoulette) [Laura Scarborough] – instrumenty klawiszowe, tamburyn, wokal wspierający (2018–obecnie)
- Cumulus (air ghoulette) [Mad Gallica] – instrumenty klawiszowe, tamburyn, wokal wspierający (2018–2024)
- Sunshine/Victory (multi ghoulette #2) [Sophie Amelkin] – tamburyn, shekere, wokal wspierający (2022)
- Phantom (quintessence ghoul #4) [Randy Moore] – gitara rytmiczna (2022–obecnie)
- Aurora (multi ghoulette #3) [Olivia Morreale] – tamburyn, shekere, wokal wspierający (2023–obecnie)

## Dyskografia

### Albumy

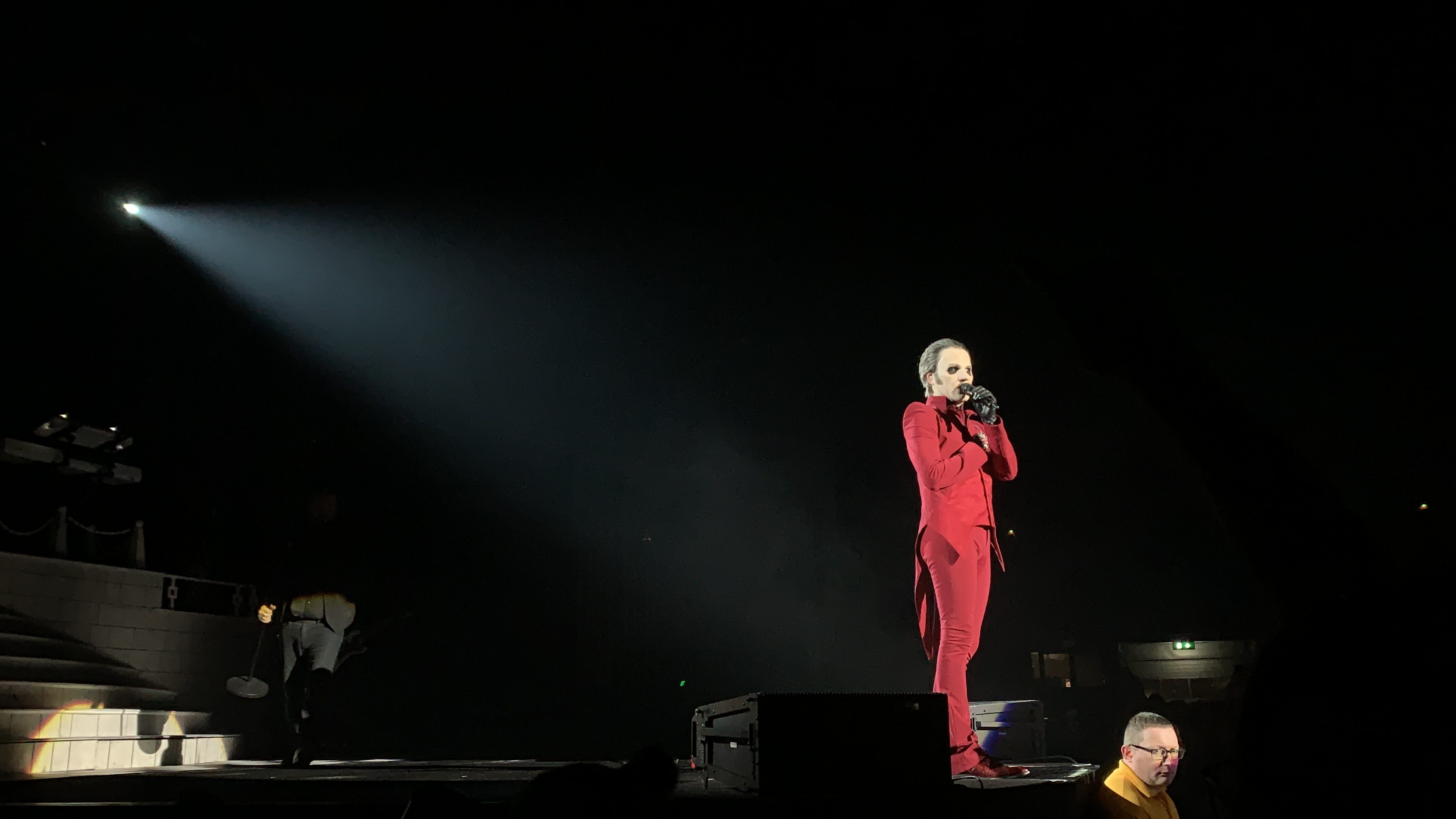
Ghost na koncercie w katowickim Spodku (2019)

| 2010                       | Opus Eponymous - Data: 18 października 2010 - Wydawca: Rise Above Records | 10 | –  | – | – | –  | –  | - USA: 15 000+  |                        |
| 2013                       | Infestissumam - Data: 10 kwietnia 2013 - Wydawca: Loma Vista Recordings   | 1  | 28 | 8 | 5 | 85 | 58 | - USA: 66 000+  | - SWE: złota płyta     |
| 2015                       | Meliora - Data: 21 sierpnia 2015 - Wydawca: Loma Vista Recordings         | 1  | 8  | 2 | 1 | 19 | 23 | - USA: 100 000+ | - SWE: złota płyta     |
| 2018                       | Prequelle - Data: 1 czerwca 2018 - Wydawca: Loma Vista Recordings         | 1  | 3  | 1 | 1 | 2  | 10 | - USA: 46 000+  | - SWE: platynowa płyta |
| 2022                       | Impera - Data: 11 marca 2022 - Wydawca: Loma Vista Recordings             | 1  |    | 2 | 1 |    |    | - POL: 15 000+  | - POL: złota płyta     |
| 2025                       | Skeletá - Data: 25 kwietnia 2025 - Wydawca: Loma Vista Recordings         | –  | –  | – | – | –  | –  |                 |                        |
| „–” album nie był notowany |                                                                           |    |    |   |   |    |    |                 |                        |

### Minialbumy
| 2013                       | If You Have Ghost - Data: 19 listopada 2013 - Wydawca: Loma Vista Recordings            | – | 87 | 172 | –  | - USA: 5 200+  |
| 2016                       | Popestar - Data: 16 września 2016 - Wydawca: Loma Vista Recordings                      | 3 | 16 | 18  | 12 | - USA: 30 000+ |
| 2019                       | Seven Inches of Satanic Panic - Data: 13 września 2019 - Wydawca: Loma Vista Recordings | – | –  | –   | –  |                |
| 2023                       | Phantomime - Data: 19 maja 2023 - Wydawca: Loma Vista Recordings                        | – | –  | –   | –  |                |
| „–” album nie był notowany |                                                                                         |   |    |     |    |                |

### Albumy kompilacyjne
| Rok  | Album                                              |
| ---- | -------------------------------------------------- |
| 2022 | [MESSAGE FROM THE CLERGY] - Data: 12 września 2022 |
| 2023 | 13 Commandments - Data: 1 grudnia 2023             |

### Albumy koncertowe
| Rok  | Album |
| ---- | --- |
| 2017 | Ceremony and Devotion • Data: 8 grudnia 2017 • Wydawca: Loma Vista Recordings                                 |
| 2024 | Rite Here Rite Now (Original Motion Picture Soundtrack) • Data 26 lipca 2024 • Wydawca: Loma Vista Recordings |

### Single
| 2010                        | „Elizabeth”                    | –   | –  |                           | Opus Eponymous                                          |
| 2012                        | „Secular Haze”                 | –   | 22 |                           | Infestissumam                                           |
| 2013                        | „Year Zero”                    | –   | –  |                           | Infestissumam                                           |
| 2015                        | „Cirice”                       | –   | –  |                           | Meliora                                                 |
| 2015                        | „From the Pinnacle to the Pit” | –   | –  |                           | Meliora                                                 |
| 2015                        | „Majesty”                      | –   | –  |                           | Meliora                                                 |
| 2016                        | „Square Hammer”                | 75  | 37 |                           | Popestar                                                |
| 2018                        | „Rats”                         | 83  | 84 |                           | Prequelle                                               |
| 2018                        | „Dance Macabre”                | 68  | 21 |                           | Prequelle                                               |
| 2019                        | „Faith”                        | 100 | –  |                           | Prequelle                                               |
| 2019                        | „Kiss the Go-Goat”             | –   | –  |                           | Seven Inches of Satanic Panic                           |
| 2019                        | „Mary on a Cross”              | –   | 27 | - POL: 2x platynowa płyta | Seven Inches of Satanic Panic                           |
| 2021                        | „Hunter's Moon”                | 82  | 46 |                           | Impera                                                  |
| 2021                        | „Enter Sandman”                | –   | –  |                           | –                                                       |
| 2022                        | „Call Me Little Sunshine”      | 69  | 97 |                           | Impera                                                  |
| 2022                        | „Twenties”                     | –   | –  |                           | Impera                                                  |
| 2022                        | „Spillways”                    | –   | –  |                           | Impera                                                  |
| 2023                        | „Jesus He Knows Me”            | –   | –  |                           | Phantomime                                              |
| 2023                        | „Phantom of the Opera”         | –   | –  |                           | Phantomime                                              |
| 2023                        | „Stay”                         | –   | –  |                           | –                                                       |
| 2024                        | „The Future is A Foreign Land” | –   | –  |                           | Rite Here Rite Now (Original Motion Picture Soundtrack) |
| „–” singel nie był notowany |                                |     |    |                           |                                                         |

### Teledyski
| Rok  | Tytuł                          | Reżyseria       | Album                                                   | Źródło        |
| ---- | ------------------------------ | --------------- | ------------------------------------------------------- | ------------- |
| 2013 | „Secular Haze”                 | Amir Chamdin    | Infestissumam                                           | [ 36 ]        |
| 2013 | „Year Zero”                    | Amir Chamdin    | Infestissumam                                           | [ 37 ]        |
| 2013 | „Monstrance Clock”             | Rob Semmer      | Infestissumam                                           | [ 38 ]        |
| 2015 | „Cirice”                       | Roboshobo       | Meliora                                                 | [ 39 ]        |
| 2015 | „From the Pinnacle to the Pit” | Zev Deans       | Meliora                                                 | [ 40 ]        |
| 2016 | „Square Hammer”                | Zev Deans       | Popestar                                                | [ 41 ]        |
| 2018 | „Rats”                         | Roboshobo       | Prequelle                                               | [ 42 ]        |
| 2018 | „Dance Macabre”                | Zev Deans       | Prequelle                                               | [ 43 ]        |
| 2019 | „Kiss the Go-Goat”             |                 | Seven Inches of Satanic Panic                           | [ 44 ]        |
| 2021 | „Life Eternal”                 | Ryan Chang      | Prequelle                                               | [ 45 ] [ 46 ] |
| 2021 | „Hunter's Moon”                | Amanda Demme    | Impera                                                  | [ 47 ]        |
| 2022 | „Call Me Little Sunshine”      | Matt Mahurin    | Impera                                                  | [ 48 ]        |
| 2023 | „Jesus He Knows Me”            | Alex Ross Perry | Phantomime                                              | [ 49 ]        |
| 2024 | „Mary on a Cross”              | Sean Donelly    | Seven Inches of Satanic Panic                           |               |
| 2024 | „The Future is A Foreign Land” | Sean Donelly    | Rite Here Rite Now (Original Motion Picture Soundtrack) |               |

## Nagrody i wyróżnienia
| Rok  | Kategoria                  | Tytuł            | Nagroda                         | Nota      | Źródło       |
| ---- | -------------------------- | ---------------- | ------------------------------- | --------- | ------------ |
| 2011 | Årets hårdrock/metall      | Opus Eponymous   | Grammis                         | Nominacja | [ 50 ]       |
| 2012 | Breakthrough               | Ghost            | Metal Hammer Golden Gods Awards | Laur      | [ 51 ]       |
| 2014 | Best Vocalist              | Papa Emeritus II | Revolver Golden Gods Awards     | Nominacja | [ 52 ]       |
| 2014 | Årets hårdrock/metall      | Infestissumam    | Grammis                         | Laur      | [ 53 ] [ 6 ] |
| 2016 | Best Metal Performance     | Cirice           | Grammy                          | Laur      | [ 54 ]       |
| 2016 | Årets hårdrock/metall      | Meliora          | Grammis                         | Laur      | [ 55 ]       |
| 2016 | Best International Band    | Ghost            | Metal Hammer Golden Gods Awards | Laur      | [ 56 ]       |
| 2017 | Årets hårdrock/metall      | Popestar         | Grammis                         | Nominacja | [ 57 ]       |
| 2019 | Best Hard Rock/Metal Album | Prequelle        | Grammis                         | Nominacja | [ 58 ]       |
| 2019 | Best Rock Album            | Prequelle        | Grammy                          | Nominacja | [ 59 ]       |
| 2019 | Best Rock Song             | Rats             | Grammy                          | Nominacja | [ 59 ]       |